# Campeonato Panamericano de Béisbol Sub-12 de 1998
El Campeonato Panamericano de Béisbol Sub-12 de 1998 con categoría Infantil AA, se disputó en Managua y Rivas, Nicaragua del 7 al 16 de agosto en 1998. El oro se lo llevó Venezuela por tercera vez.

## Equipos participantes
- Brasil
- Ecuador
- El Salvador
- Nicaragua
- Panamá
- Venezuela

## Resultados
| Posición | Selección   |
| -------- | ----------- |
|          | Venezuela   |
|          | Panamá      |
|          | Brasil      |
| 4°       | Nicaragua   |
| 5°       | El Salvador |
| 6°       | Ecuador     |